# اسید اتیدرونیک
اسید اتیدرونیک (انگلیسی: Etidronic acid) یک داروی بیس فسفونات غیر نیتروژنی است که به عنوان دارو، شوینده، تصفیه آب و لوازم آرایشی استفاده می‌شود.

## کاربرد
اتیدرونیک اسید یک بیس فسفونات است که برای تقویت استخوان، درمان پوکی استخوان و درمان بیماری پاژه استخوان استفاده می‌شود.
بیس فسفونات‌ها در درجه اول فعالیت استئوکلاستیک را کاهش می‌دهند، که از تحلیل استخوان جلوگیری می‌کند، و بنابراین تعادل تحلیل/تشکیل استخوان را به سمت تشکیل حرکت می‌دهد و از این رو در دراز مدت استخوان را قوی‌تر می‌کند.  اتیدرونات، بر خلاف سایر بیس فسفونات ها، از کلسیفیکاسیون استخوان نیز جلوگیری می کند.  به همین دلیل، سایر بیس فسفونات ها، مانند آلندرونات، هنگام مبارزه با پوکی استخوان ترجیح داده می‌شوند. برای جلوگیری از تحلیل استخوان بدون تأثیر بیش از حد کلسیفیکاسیون استخوان، اتیدرونات باید فقط برای مدت کوتاهی هر چند وقت یکبار تجویز شود، مثلاً به مدت دو هفته هر ۳ ماه. هنگامی که به طور مداوم، مثلاً هر روز، اتیدرونات تجویز می‌شود، به طور کلی از کلسیفیکاسیون استخوان جلوگیری می‌کند. این اثر ممکن است سودمتد باشد و اتیدرونات در واقع به این روش برای مبارزه با استخوان‌سازی هتروتوپیک استفاده می‌شود. اما در دراز مدت، اگر به طور مداوم استفاده شود، باعث استئومالاسی می‌شود.